# WWE Unforgiven
Unforgiven a fost un eveniment pay-per-view anual de wrestling organizat în luna septembrie de federația World Wrestling Entertainment. Inițial a fost o gală din cadrul evenimentelor In Your House, programând în prima ediție din 1999 primul meci Inferno din istorie, dintre The Undertaker și Kane. În perioada 2003-2006 a fost un eveniment exclusiv al diviziei RAW. Ultima ediție a fost în 2008, dupa ce din 2009 a fost inlocuit de WWE Breaking Point.

## Istoric

### Unforgiven: In Your House (1998)
| No. | Lupte | Stipulație                                            | Timp  |
| --- | --- | ----------------------------------------------------- | ----- |
| 1   | Faarooq, Ken Shamrock și Steve Blackman i-au învins pe The Nation (The Rock, D'Lo Brown și Mark Henry) (cu Kama Mustafa)                                  | Six-man tag team match                                | 13:32 |
| 2   | Triple H (c) l-a învins pe Owen Hart | Singles match pentru WWF European Championship        | 12:26 |
| 3   | The New Midnight Express (Bodacious Bart și Bombastic Bob) (c) (cu Jim Cornette) i-au învins pe The Rock 'n' Roll Express (Ricky Morton și Robert Gibson) | Tag team match pentru NWA World Tag Team Championship | 07:12 |
| 4   | Luna Vachon (cu The Artist Formerly Known As Goldust) a învins-o pe Sable                                                                                 | Evening Gown Match                                    | 02:50 |
| 5   | The New Age Outlaws (Billy Gunn și Road Dogg) (c) i-au învins pe LOD 2000 (Animal și Hawk) (cu Sunny)                                                     | Tag team match pentru WWF Tag Team Championship       | 12:13 |
| 6   | The Undertaker l-a învins pe Kane (cu Paul Bearer) | Inferno match                                         | 16:00 |
| 7   | Dude Love l-a învins pe Stone Cold Steve Austin (c) prin descalificare                                                                                    | Singles match pentru WWF Championship                 | 18:49 |

### 1999
| No. | Lupte | Stipulație                                              | Timp  |
| --- | --- | ------------------------------------------------------- | ----- |
| 1   | Val Venis l-a învins pe Steve Blackman                                                                                             | Singles match                                           | 6:32  |
| 2   | D'Lo Brown l-a învins pe Mark Henry                                                                                                | Singles match pentru WWF European Championship          | 9:14  |
| 3   | Jeff Jarrett (c/Miss Kitty) a învins-o pe Chyna prin DQ.                                                                           | Singles match pentru WWF Intercontinental Championship  | 11:51 |
| 4   | The Acolytes (Faarooq și Bradshaw) i-au învins pe The Dudley Boyz (Bubba Ray și D-Von)                                             | Tag team match                                          | 7:30  |
| 5   | Ivory a învins-o Luna Vachon | Hardcore match pentru WWF Women's Championship          | 3:39  |
| 6   | The New Age Outlaws (Mr. Ass și Road Dogg) i-au învins pe Edge și Christian                                                        | Tag team match pentru WWF Tag Team Championship         | 11:09 |
| 7   | Al Snow (c/Head) l-a învins pe The Big Boss Man                                                                                    | Kennel from Hell Match pentru WWF Hardcore Championship | 11:40 |
| 8   | X-Pac l-a învins pe Chris Jericho (c/Curtis Hughes) prin DQ                                                                        | Singles match                                           | 13:10 |
| 9   | Triple H i-a învins pe The Rock, Mankind, Kane, The Big Show și The British Bulldog (c/Stone Cold Steve Austin ca arbitru special) | Six-Pack Challenge pentru vacanta WWF Championship      | 20:24 |

### 2000
| No. | Lupte | Stipulație                                                    | Timp  |
| --- | --- | ------------------------------------------------------------- | ----- |
| 1   | Right to Censor (Steven Richards, Val Venis, Bull Buchanan și The Goodfather) i-au învins pe The Dudley Boyz (Bubba Ray & D-Von) și The Acolytes Protection Agency (Faarooq & Bradshaw) | Eight-man tag team match                                      | 06:04 |
| 2   | Tazz l-a învins pe Jerry Lawler | Strap match                                                   | 05:05 |
| 3   | Steve Blackman (c) i-a învins pe Perry Saturn,Test, Crash Holly, Al Snow și Funaki | "Hardcore Open Invitational" pentru WWF Hardcore Championship | 10:00 |
| 4   | Chris Jericho l-a învins pe X-Pac | Singles match                                                 | 09:03 |
| 5   | The Hardy Boyz (Matt & Jeff) (cu Lita) i-au învins pe Edge și Christian (c) | Steel Cage match pentru WWF Tag Team Championship             | 13:32 |
| 6   | Eddie Guerrero (c) (cu Chyna) l-a învins pe Rikishi prin descalificare | Singles match pentru WWF Intercontinental Championship        | 06:03 |
| 7   | Triple H (cu Stephanie McMahon-Helmsley) l-a învins pe Kurt Angle | No Disqualification match cu Mick Foley arbitru special       | 17:26 |
| 8   | The Rock (c) i-a învins pe Chris Benoit, The Undertaker și Kane | Fatal-4-Way match pentru WWF Championship                     | 15:18 |

### 2001
| No.               | Lupte | Stipulație                                                  | Timp  |
| ----------------- | --- | ----------------------------------------------------------- | ----- |
| Sunday Night Heat | Billy Gunn l-a învins pe Tommy Dreamer | Singles match                                               | 03:12 |
| 1                 | The Dudley Boyz (Bubba Ray & D-Von) (c) i-au învins pe Big Show & Spike Dudley, Lance Storm & The Hurricane, și The Hardy Boyz (Matt & Jeff) | Four way elimination match pentru WWF Tag Team Championship | 14:21 |
| 2                 | Perry Saturn l-a învins pe Raven (cu Terri Runnels)                                                                                          | Singles match                                               | 05:07 |
| 3                 | Christian l-a învins pe Edge (c) | Singles match pentru WWF Intercontinental Championship      | 11:53 |
| 4                 | The Brothers of Destruction (The Undertaker & Kane) (c) i-au învins pe KroniK (Brian Adams & Bryan Clark) (cu Steven Richards)               | Tag team match pentru WCW Tag Team Championship             | 10:22 |
| 5                 | Rob Van Dam (c) l-a învins pe Chris Jericho                                                                                                  | Hardcore match pentru WWF Hardcore Championship             | 16:33 |
| 6                 | The Rock (c) ia învins pe Booker T și Shane McMahon                                                                                          | Handicap match pentru WCW Championship                      | 15:23 |
| 7                 | Rhyno l-a învins pe Tajiri (c) (cu Torrie Wilson)                                                                                            | Singles match pentru WCW United States Championship         | 04:50 |
| 8                 | Kurt Angle l-a învins pe Steve Austin (c) | Singles Match pentru WWF Championship                       | 23:12 |

### 2002
| No.               | Lupte | Stipulație                                             | Timp  |
| ----------------- | --- | ------------------------------------------------------ | ----- |
| Sunday Night Heat | Rey Mysterio l-a învins pe Chavo Guerrero                                                                                   | Singles match                                          | 08:58 |
| 1                 | Kane, Goldust, Booker T și Bubba Ray Dudley i-au învins pe The Un-Americans (Lance Storm, Christian, William Regal și Test) | Eight-man tag team match                               | 08:58 |
| 2                 | Chris Jericho (c) l-a învins pe Ric Flair prin predare                                                                      | Singles match pentru WWE Intercontinental Championship | 06:16 |
| 3                 | Eddie Guerrero la învins pe Edge                                                                                            | Singles match                                          | 11:55 |
| 4                 | 3-Minute Warning (Rosey și Jamal) (cu Rico) i-au învins pe Billy & Chuck (Billy Gunn și Chuck Palumbo)                      | Tag team match                                         | 06:38 |
| 5                 | Triple H (c) l-a învins pe Rob Van Dam                                                                                      | Singles match pentru World Heavyweight Championship    | 18:20 |
| 6                 | Trish Stratus a învins-o pe Molly Holly (c)                                                                                 | Singles match pentru WWE Women's Championship          | 05:46 |
| 7                 | Chris Benoit l-a învins pe Kurt Angle                                                                                       | Singles match                                          | 13:55 |
| 8                 | Brock Lesnar (c) (cu Paul Heyman) vs. The Undertaker a terminat într-o dublă descalificare                                  | Singles match pentru WWE Championship                  | 20:27 |

### 2003
| #                 | Lupte | Stipulație                                                   | Timp  |
| ----------------- | --- | ------------------------------------------------------------ | ----- |
| Sunday Night Heat | Maven l-a învins pe Steven Richards (c/ Victoria)                                                                 | Singles match                                                | 5:13  |
| 1                 | The Dudley Boyz (Bubba Ray & D-Von) i-au învins pe Rob Conway și La Résistance (Sylvain Grenier & René Duprée)(c) | Handicap Tables Match pentru World Tag Team Championship     | 6:56  |
| 2                 | Test (c/ Stacy Keibler) l-a învins pe Scott Steiner                                                               | Singles match                                                | 9:21  |
| 3                 | Randy Orton (c/ Ric Flair) l-a învins pe Shawn Michaels                                                           | Singles match                                                | 18:47 |
| 4                 | Trish Stratus și Lita l-ea învins pe Molly Holly și Gail Kim                                                      | Tag team match                                               | 6:46  |
| 5                 | Kane l-a învins pe Shane McMahon                                                                                  | Last Man Standing Match                                      | 19:42 |
| 6                 | Christian(c) l-a învins pe Chris Jericho și Rob Van Dam                                                           | Triple Threat match pentru Intercontinental Championship     | 19:03 |
| 7                 | Al Snow și Jonathan Coachman i-au învins pe Jim Ross și Jerry Lawler                                              | Tag team match pentru cine va fi comentatori la Raw          | 8:16  |
| 8                 | Goldberg l-a învins pe Triple H (c)                                                                               | Title vs. Career match pentru World Heavyweight Championship | 14:57 |

### 2004
| No.               | Lupte                                                                             | Stipulație                                                     | Timp  |
| ----------------- | --------------------------------------------------------------------------------- | -------------------------------------------------------------- | ----- |
| Sunday Night Heat | Maven l-a învins pe Rodney Mack (cu Jazz)                                         | Singles match                                                  |       |
| 1                 | Chris Benoit și William Regal i-au învins pe Evolution (Ric Flair și Batista)     | Tag team match                                                 | 15:05 |
| 2                 | Trish Stratus (c) (cu Tyson Tomko) a învins-o Victoria                            | Singles match pentru WWE Women's Championship                  | 08:21 |
| 3                 | Tyson Tomko l-a învins pe Steven Richards                                         | Singles match                                                  | 06:24 |
| 4                 | Chris Jericho l-a învins pe Christian                                             | Ladder match pentru vacantul WWE Intercontinental Championship | 22:29 |
| 5                 | Shawn Michaels l-a învins pe Kane (cu Lita)                                       | No Disqualification match                                      | 18:02 |
| 6                 | La Résistance (Sylvain Grenier & Robért Conway) (c) i-au învins pe Tajiri & Rhyno | Tag team match pentru World Tag Team Championship              | 09:40 |
| 7                 | Triple H l-a învins pe Randy Orton (c)                                            | Singles match pentru World Heavyweight Championship            | 24:45 |

### 2005
| No.  | Lupte | Stipulație                                             | Timp  |
| ---- | --- | ------------------------------------------------------ | ----- |
| Heat | Rob Conway l-a învins pe Tajiri                                                                                    | Singles match                                          | 03:44 |
| 1    | Ric Flair l-a învins pe Carlito (c)                                                                                | Singles match pentru WWE Intercontinental Championship | 11:46 |
| 2    | Trish Stratus și Ashley Massaro l-ea învins pe The Ladies in Pink (Victoria & Torrie Wilson) (cu Candice Michelle) | Tag team match                                         | 07:05 |
| 3    | Big Show l-a învins pe Snitsky                                                                                     | Singles match                                          | 06:11 |
| 4    | Shelton Benjamin l-a învins pe Kerwin White                                                                        | Singles match                                          | 08:06 |
| 5    | Matt Hardy l-a învins pe Edge (cu Lita)                                                                            | Steel Cage Match                                       | 21:33 |
| 6    | Lance Cade și Trevor Murdoch i-au învins pe Rosey și The Hurricane (c)                                             | Tag team match pentru World Tag Team Championship      | 07:40 |
| 7    | Shawn Michaels l-a învins pe Chris Masters                                                                         | Singles match                                          | 16:44 |
| 8    | Kurt Angle l-a învins pe John Cena (c) prin descalificare                                                          | Singles match pentru WWE Championship                  | 17:15 |

### 2006
| #          | Lupte | Stipulație                                                                                                 | Timp  |
| ---------- | --- | --- | ----- |
| Dark match | Super Crazy l-a învins pe Shelton Benjamin                                                                             | Singles match                                                                                              | 07:01 |
| 1          | Johnny Nitro (c) (cu Melina) l-a învins pe Jeff Hardy                                                                  | Singles match pentru WWE Intercontinental Championship                                                     | 17:36 |
| 2          | Kane vs. Umaga (cu Armando Alejandro Estrada) a încheiat în dublă numărătoare                                          | Singles match                                                                                              | 07:03 |
| 3          | Spirit Squad (Kenny & Mikey) (c) (cu Nicky, Johnny și Mitch) i-au învins pe The Highlanders (Robbie & Rory McAllister) | Tag Team Match pentru World Tag Team Championship                                                          | 09:59 |
| 4          | D-Generation X (Triple H & Shawn Michaels) i-au învins pe Big Show, Vince și Shane McMahon                             | Handicap 3 vs 2 Hell in a Cell match                                                                       | 25:04 |
| 5          | Trish Stratus a învins-o Lita (c)                                                                                      | Singles match pentru WWE Women's Championship                                                              | 11:34 |
| 6          | Randy Orton l-a învins pe Carlito                                                                                      | Singles match                                                                                              | 08:41 |
| 7          | John Cena l-a învins pe Edge (c)                                                                                       | Tables, Ladders, and Chairs match pentru WWE Championship; dacă Cena pierdea, era transferat la SmackDown! | 25:28 |

### 2007
Unforgiven 2007 a avut loc pe data de 16 septembrie 2007 în arena FedEx Forum din Memphis, Tennessee. În cadrul acestui eveniment a avut loc revenirea în ring a lui The Undertaker.
| #          | Lupte                                                                                | Stipulație                                                | Timp  |
| ---------- | ------------------------------------------------------------------------------------ | --------------------------------------------------------- | ----- |
| Dark match | Kane l-a învins pe Kenny Dykstra                                                     | Singles match                                             |       |
| 1          | CM Punk (c) l-a învins pe Elijah Burke                                               | Singles match pentru ECW Championship                     | 11:52 |
| 2          | Matt Hardy & Montel Vontavious Porter (c) i-au învins pe Deuce 'n Domino (cu Cherry) | Tag team match pentru WWE Tag Team Championship           | 09:19 |
| 3          | Triple H l-a învins pe Carlito                                                       | Singles match; Carlito nu putea să fie descalificat       | 10:40 |
| 4          | Candice Michelle (c) a învins-o pe Beth Phoenix                                      | Singles match pentru Women's Championship                 | 07:17 |
| 5          | Batista i-a învins pe Rey Mysterio și The Great Khali (c) (cu Ranjin Singh)          | Triple threat match pentru World Heavyweight Championship | 08:01 |
| 6          | Lance Cade și Trevor Murdoch (c) i-au învins pe Paul London și Brian Kendrick        | Tag team match pentru World Tag Team Championship         | 11:48 |
| 7          | Randy Orton l-a învins pe John Cena (c) prin descalificare                           | Singles match pentru WWE Championship                     | 07:22 |
| 8          | The Undertaker l-a învins pe Mark Henry                                              | Singles match                                             | 11:25 |

### 2008
| #          | Lupte                                                                                 | Stipulație                                                  | Timp  |
| ---------- | ------------------------------------------------------------------------------------- | ----------------------------------------------------------- | ----- |
| Dark match | Evan Bourne l-a învins pe John Morrison                                               | Single match                                                |       |
| 1          | Matt Hardy i-a învins pe Mark Henry (c), Chavo Guerrero, The Miz și Finlay            | Championship Scramble pentru ECW Championship               | 20:04 |
| 2          | Cody Rhodes & Ted DiBiase (c) i-au învins pe Cryme Tyme (JTG & Shad)                  | Tag team match pentru World Tag Team Championship           | 11:35 |
| 3          | Shawn Michaels l-a învins pe Chris Jericho după ce arbitrul a oprit meciul            | Unsanctioned match                                          | 26:53 |
| 4          | Triple H (c) i-a învins pe Jeff Hardy, Shelton Benjamin, MVP și The Brian Kendrick    | Championship Scramble pentru WWE Championship               | 20:16 |
| 5          | Michelle McCool (c) a învins-o Maryse                                                 | Single match pentru WWE Divas Championship                  | 05:42 |
| 6          | Chris Jericho* i-a învins pe Batista, Rey Mysterio, Kane și John "Bradshaw" Layfield. | Championship Scramble pentru World Heavyweight Championship | 17:15 |